# Ebelsbach

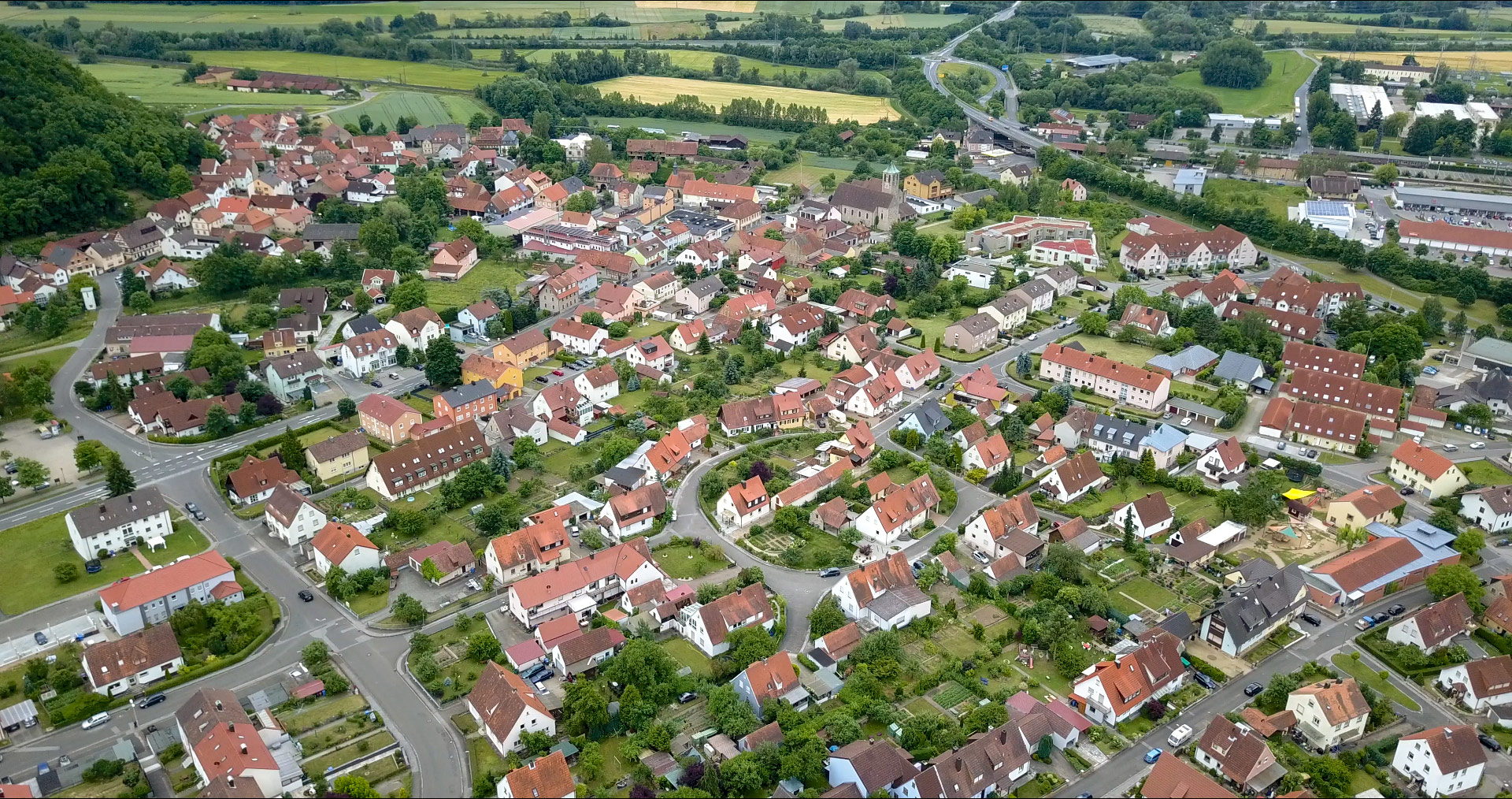
Blick aufs Dorfzentrum von Norden. Links der Ebelsberg, rechts oben der Bahnhof, Bildmitte oben die Kirche.

Ebelsbach ist eine Gemeinde im unterfränkischen Landkreis Haßberge.

## Geografie

### Geografische Lage
Durch Ebelsbach fließt der gleichnamige Ebelsbach. Dieser entspringt in Hofstetten und mündet nach gut 15 Kilometern bei Eltmann in den Altmain. Der Ebelsberg (335 m ü. NHN) begrenzt die Gemeinde nach Osten, der Schönberg (340 m ü. NHN) nach Nordwesten. Die Gemeinde Ebelsbach bildet zusammen mit den Gemeinden Breitbrunn, Kirchlauter und Stettfeld die Verwaltungsgemeinschaft Ebelsbach.

### Gemeindegliederung
Es gibt sieben Gemeindeteile (in Klammern ist der Siedlungstyp angegeben):
- Ebelsbach (Pfarrdorf)
- Gleisenau (Pfarrdorf)
- Rudendorf (Dorf)
- Schönbach (Kirchdorf)
- Schönbachsmühle (Weiler)
- Schönbrunn (Dorf)
- Steinbach (Pfarrdorf)

### Nachbargemeinden
Nachbargemeinden sind (von Norden beginnend im Uhrzeigersinn): Zeil am Main, Kirchlauter, Breitbrunn, Baunach, Lauter, Stettfeld und Eltmann.

## Geschichte

### Erste Erwähnung bis zum Dreißigjährigen Krieg
Ebelsbach wurde erstmals im Jahr 803 erwähnt, anlässlich einer Schenkung von acht Ortschaften an das 744 gegründete Kloster Fulda. Ebelsbach wird in dieser Urkunde „Ebilbah“ genannt.
Das für das Dorf über Jahrhunderte prägende Adelshaus Rotenhan wurde erstmals Mitte des 14. Jahrhunderts erwähnt.
Der Dreißigjährige Krieg wirkte sich in seiner zweiten Hälfte, nach der Besetzung Frankens durch schwedische (protestantische) Truppen, verheerend auf die Gegend aus. Es kam zu mehreren militärischen Auseinandersetzungen, unter anderem am 23. November 1631, als Truppen des Bamberger Fürstbischofs in Ebelsbach auf schwedisches Militär Gustav Adolfs stießen und dabei das Dorf plünderten. Der Schwedenkönig ließ aus Rache fünf Tage später den benachbarten Ort Zeil anzünden und plündern. Strategisch wichtig war der durch eine Brücke über den Main mit Ebelsbach verbundene Ort Eltmann, weil er sich mit einer Burg als kaisertreue (katholische) Bastion positionierte. Am 8. März 1632 schlug Graf Tilly sein Truppenlager zwischen Knetzgau und Ebelsbach auf. Als Reaktion ordnete der schwedische Feldmarschall Gustaf Horn die Zerstörung der Brücke über den Main an, die jedoch nicht stattfand. Einen Tag später schlugen Tillys Verbände die von Horn in Bamberg. 1643 waren in Ebelsbach nur noch 11 von 44 Häusern bewohnt. Bis ins letzte Kriegsjahr, 1648, litten die Einwohner der Gegend unter Militär beider Seiten, das sich nach Belieben einquartierte und bediente.

### Straßen und Schulen
Die erste Festlegung von Hausnummern geht auf das Jahr 1776 zurück. Man nummerierte die Häuser nicht nach ihrer Position in einer Straße, sondern nach ihrem Alter. So lag das Haus 88 am Gaßweg (heute: Maingasse), Haus 89 dagegen im heutigen Nußacker. 1955 beschloss der Gemeinderat, im neuen Siedlungsgebiet bei Neubauten von dieser Art der Zählung abzurücken und die Häuser mit fortlaufenden, rechts und links alternierenden Nummern zu versehen. Die alten Gebäude wurden erst 1968 der neuen Nummerierung unterworfen. Straßennamen kamen und verschwanden wieder. So gab es im Sprachgebrauch der Einwohner die inzwischen unbekannte Straße „Am Lochweg“. Die Bahnhofstraße geht auf die Ludwigs-Westbahn-Gesellschaft zurück, die 1909 Ebelsbach ans Bahnnetz anschloss. Der Berliner Weg bekam seinen Namen 1961 und sollte an den Mauerbau erinnern.
Die erste Erwähnung eines Schulmeisters in Ebelsbach stammt aus dem Jahr 1669/70, während die Nachbargemeinden Stettfeld, Gleisenau und Schönbach erst im 18. Jahrhundert Schulgebäude hatten. Das erste Schulgebäude war gleichzeitig das Gemeindehaus und ist seit dem Jahr 1835 nachgewiesen. 1878 manifestierten sich Pläne für einen Neubau des Schulhauses am Ortsausgang in Richtung Stettfeld. 1930 gingen dort 69 Schüler zum Unterricht, 1943 waren es 179. Das Flüchtlingslager unterhielt eine Behelfsschule, die 1949 in die katholische Volksschule Ebelsbach eingegliedert wurde. Die evangelischen Schüler besuchten die Schule in Gleisenau. 1959 erfolgte der Bau der neuen Schule, 1969 wurde die Verbandsschule eingeweiht.

### 19. Jahrhundert
1802 bescheinigte das Geographische Statistisch-Topographische Lexikon von Franken dem Ort 281 Einwohner in 19 Häusern, wovon die drei von jüdischen Familien bewohnten Häuser des „Judenhofs“ getrennt aufgeführt wurden. 1820 gab es drei Brauereien im Ort, zwei davon mit Gastwirtschaften, eine nur mit Bierschenke. Um 1850 besaßen 79 Personen landwirtschaftlich benutzbare Flächen mit vergleichsweise wenig Vieh, jeweils einer Kuh und einem Schwein.
Das ehemalige Rittergut der Herren von Rotenhan, das im Fränkischen Ritterkreis lag, wurde 1806 durch Bayern mediatisiert und fiel 1810 bei Grenzpurifikationen zwischen Bayern und Würzburg an Würzburg. Die Rechte des Hochstiftes Würzburg waren bereits 1805 von Bayern an das Großherzogtum gelangt. 1814 wurde der Ort wieder ein Teil Bayerns. Im Zuge der Verwaltungsreformen in Bayern entstand mit dem Gemeindeedikt von 1818 die heutige Gemeinde.
Seit dem 30. November 1880 gibt es in Ebelsbach Straßenbeleuchtung. Die ersten sechs Petroleum-Laternen wurden von dem im Ort aufgewachsenen und nach Triest in Italien ausgewanderten jüdischen Kaufmann Seligmann Goldschmiedt gestiftet, mit der Auflage, sie binnen drei Wochen aufzustellen. Die Gemeinde bestellte dazu einen Laternenanzünder, der jeden Abend seine Runde im Dorf machte.
Ein modernes Selbstverwaltungsrecht bekamen die Gemeinden Bayerns 1869. Damit wurde auch in Ebelsbach ein Bürgermeisteramt eingeführt, das mit wesentlich mehr Privilegien ausgestattet war als sie zuvor die Ortsvorsteher und in der frühen Neuzeit die Dorfmeister besaßen. Die ersten in den Archiven um das Jahr 1590 nachgewiesenen Dorfmeister hießen Hannßen Schwertfeger und Endreß Härtlein. Der erste, 1869 gewählte Bürgermeister war Johann Thein. Langjährige Bürgermeister waren Georg Nikolaus Heyn und Friedrich Wacker.
Seit dem 14. Jahrhundert lebten Menschen jüdischen Glaubens in Ebelsbach. Im 15. Jh. entstand unmittelbar neben dem Schloss der Judenhof mit sechs Häusern und einer Synagoge. In unmittelbarer Nähe befanden sich die Religionsschule und das Ritualbad. Die jüdische Bevölkerung begrub ihre Toten auf dem jüdischen Friedhof in Limbach. Seit dem 18. Jh. machten Juden etwa ein Drittel der Ebelsbacher Bevölkerung aus. Die meisten hatten den politischen Status von Schutzjuden, die an das Würzburgische Rentamt Eltmann vom Vermögen abhängiges Schutzgeld zahlen mussten.
Seit 1887 waren Abraham Bettmann, Moses Rosenbacher und Nathan Fleischmann im Gemeinderat. Fleischmann wurde 1929 als Zweiter Bürgermeister gewählt. Er trat vier Jahre später wegen der antisemitischen Entwicklung im Land zurück und kritisierte in seinem Entlassungsgesuch auch die judenfeindliche Stimmung im Ort.

### Zeit des Nationalsozialismus
Mit der ersten Gemeinderatswahl am 5. März 1933 übernahmen mehrheitlich Nationalsozialisten Friedrich Wacker, Franz Wacker, Hans Andree und Hans Lorz die Ämter. Einen Tag später traten zwei Mitglieder der Bayerischen Volkspartei (BVP) und der einzige SPD-Mann, Baptist Hauck, zurück. Seinen Sitz übernahm die NSDAP mit Wilhelm Baum. Zwei Jahre später gab es keine Gemeindewahlen mehr; die Mandate wurden vom NSDAP-Kreisleiter Hans Laubmeister vergeben. Die letzten Gemeinderäte, die in den Jahren des Zweiten Weltkriegs Bürgermeisterfunktionen ausübten, waren Georg Baum und Johann Lorz.
Viele Juden verließen Ebelsbach, tauchten in größeren Städten unter und versuchten, ins Ausland zu flüchten. Von acht Ebelsbacher Juden ist bekannt, dass sie in Konzentrationslager der Nazis verschleppt und dort ermordet wurden.
1940 begann zwischen Eltmann und Ebelsbach der Bau eines Werks zur Herstellung von Kugellagern – einer Schlüsseltechnik für Panzer, Automobile, Flugzeuge etc. Es gehörte zu Kugelfischer in Schweinfurt. Im Juli 1944 zerstörten alliierte Bomber große Teile des Werks. In der Folge wurde mit dem Bau einer Stollenanlage im Ebelsberg unter der Tarnbezeichnung „Kies“ begonnen, wo eine unterirdische Produktionsanlage für Kugellager entstehen sollte. Dafür waren Zwangsarbeiter aus der Sowjetunion und Italien eingesetzt. Nach fünf Monaten waren neun Stollen erstellt. Das Kriegsende im April 1945 verhinderte aber die Produktionsaufnahme.
Die erste demokratische Wahl nach dem Krieg fand am 27. Januar 1946 nach Regeln der Siegermacht USA statt. Georg Hartmann wurde Bürgermeister und blieb es bis 1953, gefolgt von Josef Mantel, Friedrich Wilhelm Freiherr von Rotenhan, Emil Däschner, Werner Mantel und Walter Ziegler.

### Das Flüchtlingslager
Im Winter 1935 errichtete die Rhein-Main-Donau AG am Fuß des Schönbergs einige Baracken für Arbeitskräfte des Reichsarbeitsdiensts. Diese waren unter anderem für die Begradigung und Vertiefung des Mains zuständig. Man wollte damit erreichen, dass Schiffe mit einer Beladung bis 1.500 Tonnen vom Rhein über Aschaffenburg bis nach Bamberg gelangen konnten. Mit dem Beginn von Hitlers Angriff auf Frankreich 1940 wurden die Baracken in ein Lazarett für verletzte Kriegsgefangene aus Hammelburg umgestaltet. Mit dem Russlandfeldzug musste das Lager erweitert werden; diese Erweiterung hieß „Russenlager“. Die Sterblichkeit war bei den russischen Kriegsgefangenen wesentlich höher als bei denen aus anderen Staaten. Am Kriegsende 1945 zogen zunächst US-Soldaten ins Lager, anschließend wurden ehemalige Soldaten der Waffen-SS als Gefangene dorthin gebracht. 1946 kamen die ersten großen Flüchtlingsströme in Haßfurt an und wurden von dortigen Kreisbeauftragten für das Flüchtlingswesen unter anderem auf das Lager in Ebelsbach verteilt. Bis 1949 durchliefen ca. 6500 Menschen, vorwiegend aus dem Sudetenland, das Ebelsbacher Lager. Die Flüchtlinge waren bei den Einheimischen zunächst unbeliebt. 1949 lebten im Flüchtlingslager 546 Menschen, verteilt auf 400 Betten. Im Lager befanden sich eine Kantine und ein Verkaufsraum für Lebensmittel und Rauchwaren. Die katholische Kirche organisierte Volksschulunterricht im Lager, zu dem auch einheimische Kinder kamen. Am 30. September 1962 schloss das Lager. Die Baracken samt Inventar wurden versteigert. Später entstanden auf dem Gelände Wohnhäuser. Ein Denkmal am „Sudetenplatz“ (Ecke Rossegger- und Von-Eichendorff-Straße) erinnert an das Flüchtlingslager.

### Eingemeindungen
Im Zuge der Gebietsreform in Bayern wurden am 1. Juli 1971 die Gemeinden Gleisenau, Schönbach und Schönbrunn und am 1. Mai 1978 die Gemeinden Steinbach und Rudendorf eingegliedert.

### Einwohnerentwicklung
Die Einwohnerzahl schwankte seit den späten 1980er Jahren zwischen 3549 und 4084.

## Politik

### Bürgermeister
Seit 1. Mai 2020 ist Martin Horn (SPD) Erster Bürgermeister; er wurde in der Stichwahl am 29. März 2020 mit 55,1 % der Stimmen gewählt. Sein Vorgänger war Walter Ziegler (* 1950) von der Bürgernahen Liste (BNL), der sich 2014 gegen seinen Herausforderer Martin Wasser (CSU) mit 61,79 % der Stimmen durchsetzte und 18 Jahre – von Mai 2002 bis April 2020 – im Amt war. Zuvor amtierte von 1996 bis 2002 Werner Mantel (CSU), der Vater der Bundestagsabgeordneten Dorothee Bär, als Bürgermeister.

### Gemeinderat
Der Gemeinderat hat (ohne Bürgermeister) 16 Mitglieder.
|      | CSU | SPD | Bürgernahe Liste | Freie Wählerliste | Junge Liste | Gesamt   |
| 2020 | 6   | 5   | 5                | –                 | –           | 16 Sitze |
| 2014 | 6   | 3   | 6                | 1                 | –           | 16 Sitze |
| 2008 | 5   | 2   | 6                | 1                 | 2           | 16 Sitze |

### Wappen
| Wappen von Ebelsbach | Blasonierung: „In Silber ein blauer Querbach, aus dem nach oben drei grüne Laubbäume, nach unten drei grüne Nadelbäume wachsen.“ |
| Wappen von Ebelsbach | Wappenbegründung: Das Wappen ist von einem Dorfgerichtssiegel abgeleitet, von dem Abdrucke aus dem Jahr 1551 belegt sind. Sie zeigen das bekannte Wappenbild. Die Farben sind nicht überliefert und wurden 1955 festgelegt. Der Querbach steht redend für den Ortsnamenbestandteil -bach. Ebelsbach liegt in waldreicher Gegend am Nordufer des Mains sowie an den südlichen Ausläufern der Hassberge. Das Gemeindegebiet gehörte zum Territorium des Hochstifts Würzburg. Dieses Wappen wird seit 1955 geführt. |

## Kultur und Sehenswürdigkeiten

### Bauwerke

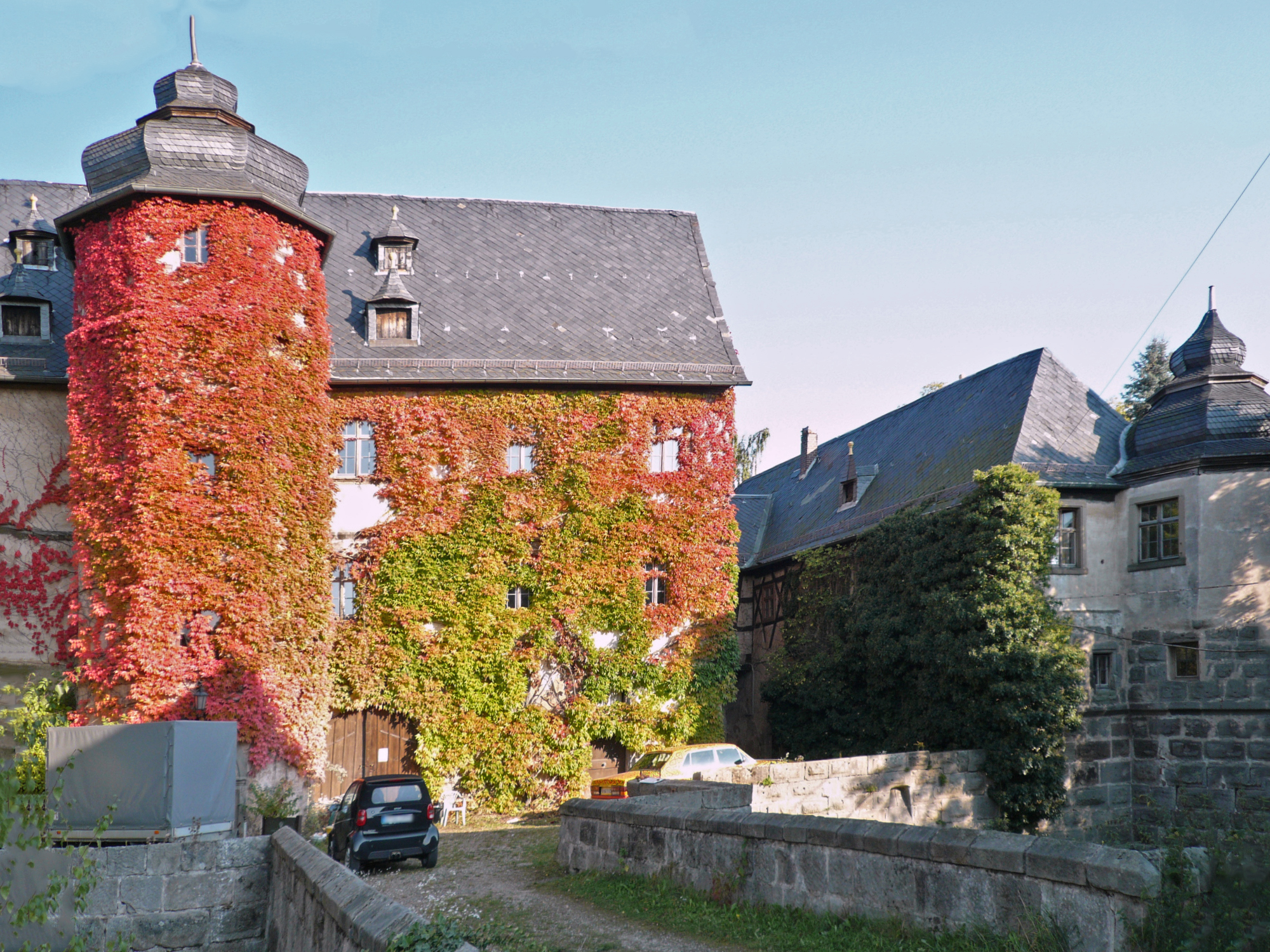
Das Schloss in Ebelsbach

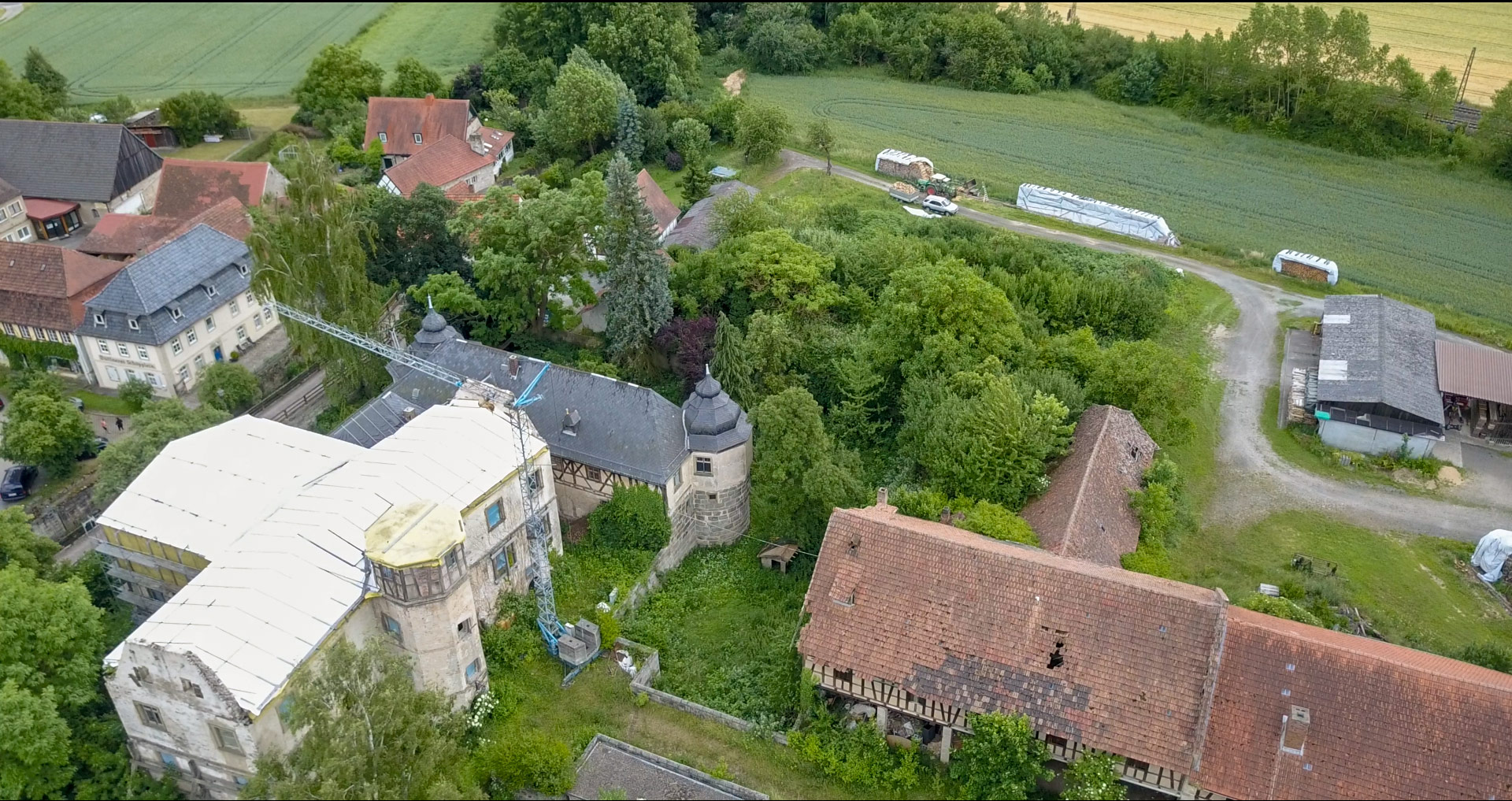
Schloss Rotenhan (2017)

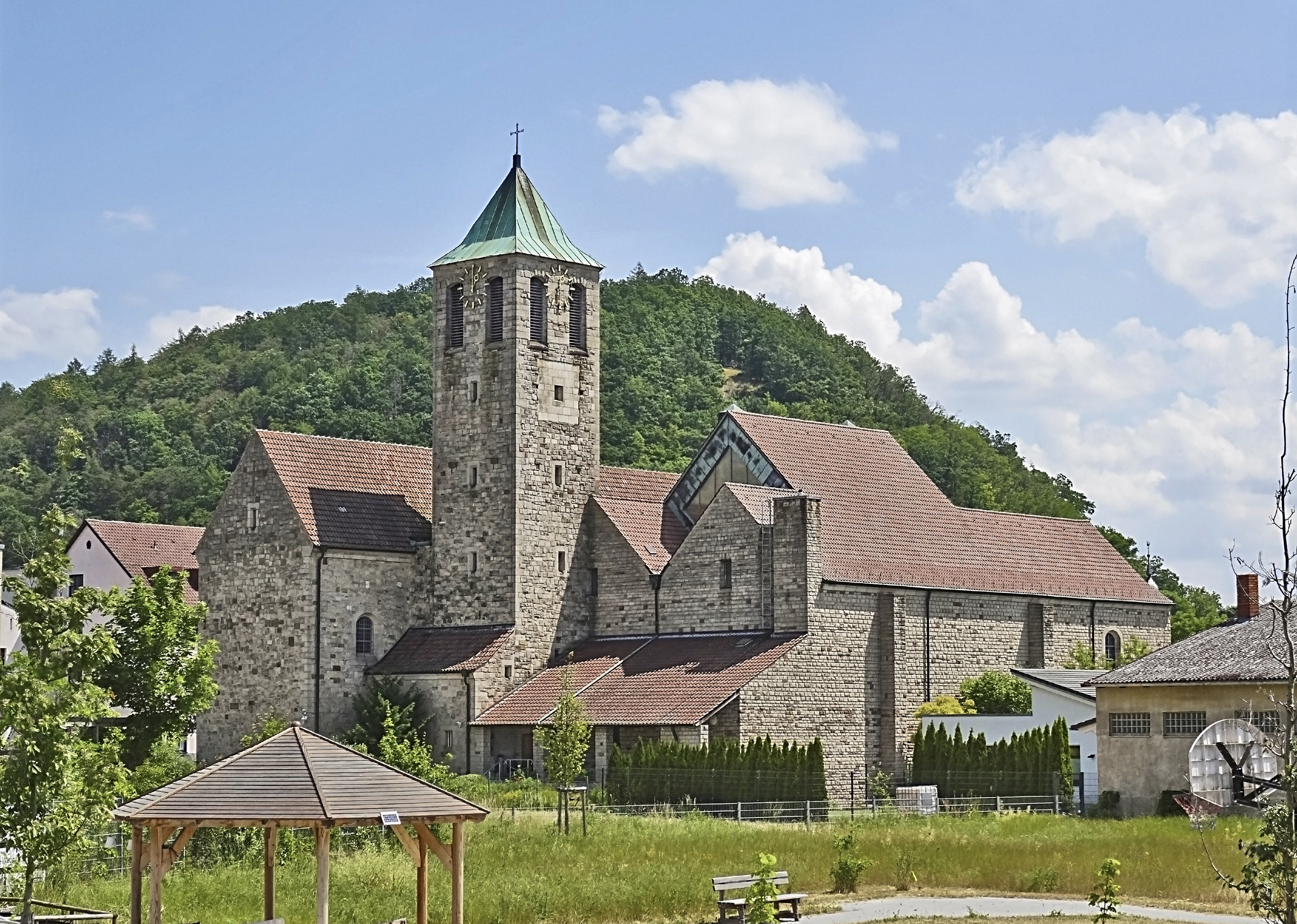
Kirche St. Maria Magdalena

Im Gemeindegebiet gibt es zwei Schlösser:
- Schloss Ebelsbach, zwischen 1564 und 1569 von Matthäus von Rotenhan auf Vorgängerbauten errichtet, ist ein ehemaliges Wasserschloss. Es besteht aus mehreren Teilen, dem eigentlichen Schlossbau am Ebelsbach und einigen Wirtschaftsgebäuden westlich davon. Ursprünglich umgab das Schloss ein tiefer Graben, der seit seiner Trockenlegung als Garten dient. Eine kleine Brücke führt über ihn hinweg und verbindet den Schlosshof mit dem Hauptgebäude. Das Anwesen befand sich seit 2000 im Besitz eines Investors und ist seit Dezember 2015 über einen Würzburger Nachtragsliquidator zu erwerben. Am 10. September 2009 vernichtete ein Großbrand das Renaissanceschloss.[19]
- Das zweite Ebelsbacher Schloss, das Schloss Gleisenau im Ortsteil Gleisenau, stammt aus dem späten Rokoko und gehört der Gemeinde Ebelsbach. Es diente bis Juli 2014 als Grundschule und ist Sitz der Gemeindeverwaltung.

## Verkehr
Ebelsbach liegt an der Bundesstraße 26 und hat Anschluss an die Bundesautobahn 70 (Anschlussstelle Eltmann). Die Staatsstraße 2274 führt nach Rentweinsdorf und trifft dort auf die Bundesstraße 279 nach Ebern.
Es besteht eine Anbindung an die Bahnstrecke Bamberg–Rottendorf mit dem Haltepunkt Ebelsbach-Eltmann.
Durch Ebelsbach verläuft der Fränkische Marienweg.

## Töchter und Söhne des Ortes
- Kilian Joseph Fischer (1782–1848), Theologe
- Hans Hartmann (1863–1942), Politiker
- Ernst Kern (1923–2014), Chirurg, Hochschullehrer in Würzburg, in Gleisenau geborener Sohn des von 1919 bis 1957 als Pfarrer in Gleisenau wirkenden Heinrich Kern (1886–1967).
- Dorothee Bär (* 1978), Politikerin, in Ebelsbach aufgewachsen